# Хафсия, Джалила
Джалила Хафсия (17 октября 1927, Мсакен, Сус — 10 августа 2023, Тунис) — тунисская писательница, опубликовавшая один из первых тунисских романов, написанных на французском языке.

## Биография
Джалила Хафсия родилась 17 октября 1927 года в Сусе. После получения образования она работала в нескольких культурных учреждениях, в конечном итоге заняв пост директора Культурного клуба Тахар Хаддад, известного культурного клуба, часто связанного с писательницами. В 1975 году опубликовала «Пепел на рассвете» (фр. Cendres à l’aube), один из первых романов тунисской женщины, написанных на французском языке.
Хафсия была поклонницей Симоны де Бовуар, с которой переписывалась. В 2019 году была удостоена звания великого офицера тунисского Ордена Республики за культурные достижения.
Джалила Хафсия умерла 10 августа 2023 года в возрасте 95 лет.